# Schloss Grubegg

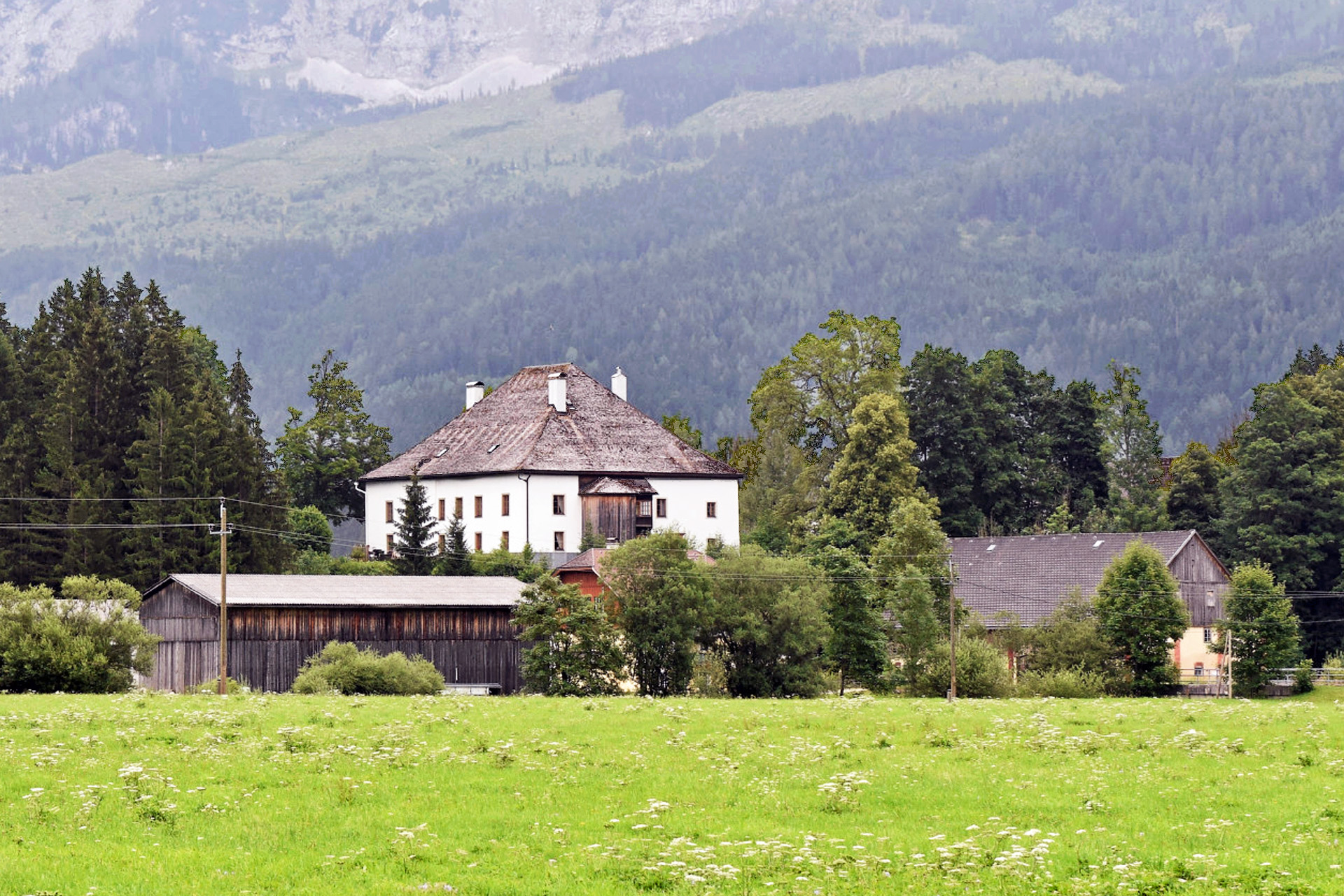
Schloss Grubegg von Nordwesten (2015)

Schloss Grubegg ist ein historisches, unter Denkmalschutz (Listeneintrag) stehendes Gebäude in Bad Mitterndorf im steirischen Salzkammergut in Österreich.

## Lage  und Gestalt
Schloss Grubegg liegt auf einer kleinen Anhöhe etwa 1,5 Kilometer südlich des Gemeindezentrums von Bad Mitterndorf im Ortsteil Neuhofen. In gleicher Entfernung nach Süden beginnt der Anstieg des Grimming-Massivs. Nach Westen schließen sich die Gebäude des ehemals zugehörigen Meierhofs an.
Nach dem Schloss wird die umliegende, zum Ort Neuhofen gehörende Gegend auch Grubegg genannt.
Schloss Grubegg ist ein zweigeschoßiger rechteckiger Bau mit einem holzgedeckten Walmdach. Jede Seite weist sechs Fensterachsen auf, die teilweise durch über beide Stockwerke reichende Holzerker verdeckt werden.

## Geschichte
1591 begann der Ausseer Kaufmann und Besitzer von Anteilen an Hammerwerken Andrä Grueber mit der Errichtung eines schlossähnlichen Gebäudes. 1606 erhielt die Familie das Adelsprädikat „von und zu Gruebegg“ und der Schlossbau wurde Sitz der Herrschaft Gruebegg (später Grubegg). Nach zwei Bränden im 17. Jahrhundert wurde das Haus ohne seine ehemalige Befestigung wieder aufgebaut.

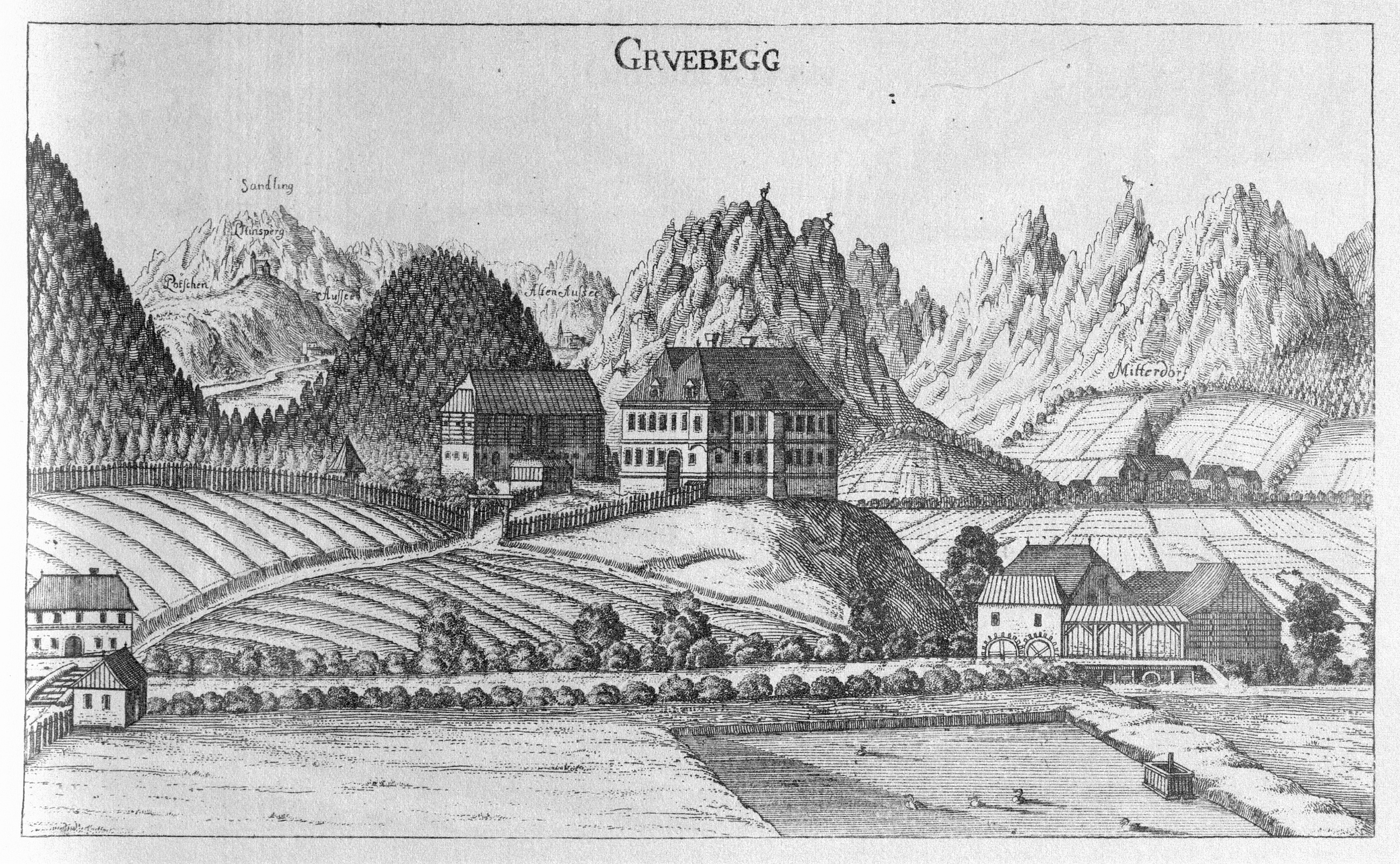
Stich von 1681
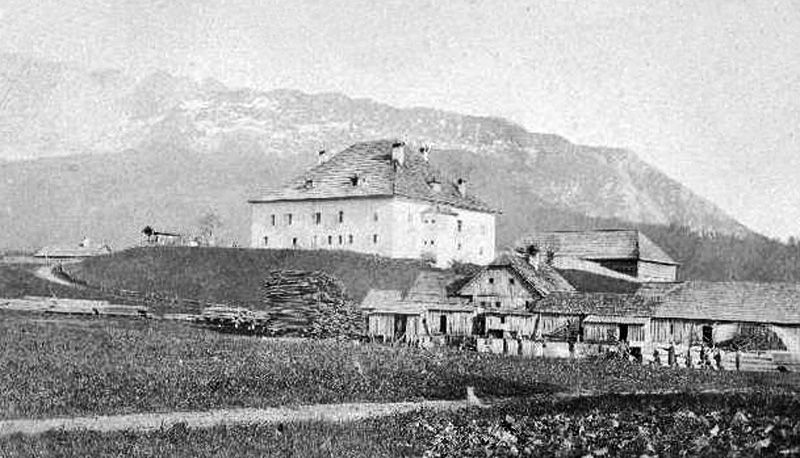
Grubegg zum Ende des 19. Jahrh.
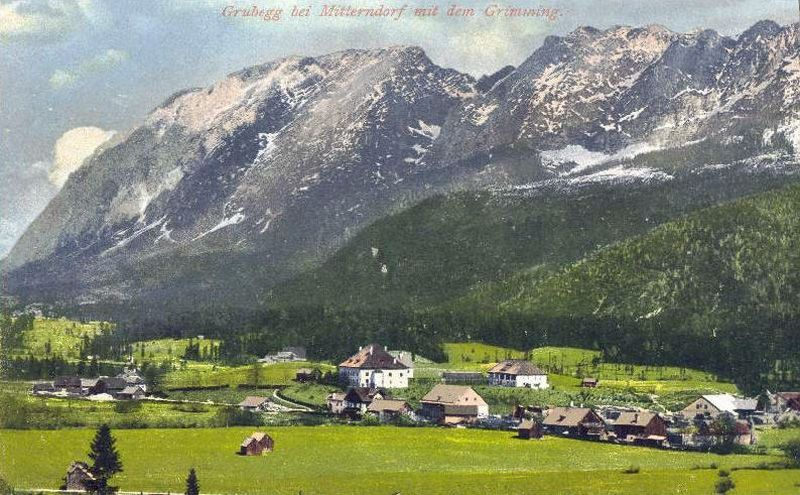
Postkarte von 1909

Nach zahlreichen Besitzerwechseln kam Grubegg schließlich 1758 an das Hallamt Aussee, die landesfürstliche Salinenverwaltung, wurde also staatlich.
In staatlichem Besitz beherbergte es später die Verwaltung der Österreichischen Bundesforste im Hinterberger Tal. 2006 ging es nach jahrelangem Leerstand in privaten Besitz über und dient nach sorgfältiger Renovierung als Ferienhaus.